# Allisonella histaminiformans
L'Allisonella histaminiformans   è una specie di batterio appartenente alla famiglia delle Acidaminococcaceae.